# West-Fork-Gletscher (Susitna River)
Der West-Fork-Gletscher ist ein 40 km langer Talgletscher in der östlichen Alaskakette in Alaska (USA). 

## Geografie
Das Nährgebiet des Gletschers befindet sich an der Südflanke von Mount Deborah und Hess Mountain. Der Gletscher strömt in anfangs südlicher, später westlicher Richtung. Das untere Gletscherende liegt auf einer Höhe von etwa 850 m und bildet den Ursprung des West Fork Susitna River. Die Gletscherbreite im unteren Bereich liegt bei 3,6 km.